# What’s Up, Dad?
What’s Up, Dad? (Originaltitel: My Wife and Kids) ist eine US-amerikanische Sitcom, die von 2001 bis 2005 auf dem Sender ABC ausgestrahlt wurde. In Deutschland übernahm ProSieben die Erstausstrahlung. Die Serie wird vom Disney Channel seit dem 21. Mai 2014 wiederholt. Aufgrund sinkender Einschaltquoten wurde die Produktion nach der fünften Staffel eingestellt.
In der Serie geht es um die Familie Kyle, eine in Stamford, Connecticut, lebende afroamerikanische Familie der oberen Mittelschicht.

## Figuren
Familie Kyle
- Michael Richard Kyle (Damon Wayans, Staffeln 1–5) ist der Protagonist der Serie. Er ist  Michael-Jordan-Fan und hatte einmal die Gelegenheit, gegen sein Idol beim Michael-Jordan-Camp zu spielen, wo er schließlich 10:0 verlor. Das glatzköpfige Familienoberhaupt ist Chef seiner eigenen Firma und hat mit seiner Frau Janet drei Kinder. Er genießt es, sich kreativ und permanent für kleine Verfehlungen seiner Kinder zu rächen.
- Janet ‚Jay‘ Marie Kyle (Tisha Campbell-Martin, Staffeln 1–5) ist Michaels Frau, die meist mit „Jay“ angesprochen wird. Sie ist egoistisch und ehrgeizig, neigt sehr zu Wutausbrüchen und ist stets darauf bedacht, gut auszusehen. Trotzdem ist ihr Selbstwertgefühl eher spärlich ausgeprägt. Ist sie eifersüchtig, sanktioniert sie ihren Mann z. B. mit dem Entzug körperlicher Liebe. Sie liebt und sorgt für ihre Familie. Junior bekam sie mit 16.
- Michael Kyle Junior (George O. Gore II, Staffeln 1–5) ist das älteste Kind der Familie und wird „Junior“ genannt. Er ist nicht sonderlich intelligent und versucht diesen Umstand durch vermeintlich kluge Ideen zu vertuschen, was ihm jedoch nie gelingt. Seine längliche Schädelform gibt seiner Familie Anlass, um ihn zu veralbern.
- Claire Kyle (Jazz Raycole, Staffel 1/Jennifer Nicole Freeman, ab 2. Staffel) ist die ältere der beiden Töchter und  versucht häufig, ihre Mitmenschen zu ihren Gunsten zu manipulieren oder ihren Bruder ohne Grund zu diskreditieren. Sie hat unter dem übertriebenen Schutz ihres Vaters vor ihren Verehrern zu leiden. Ihre Tollpatschigkeit  führt dazu, dass sie öfter die Treppe runter fällt oder auch bei der Überwindung anderer Hindernisse Schwierigkeiten hat. Auf ihre Schönheit ist sie stolz und erwähnt es oft.
- Kady Kyle (Parker McKenna Posey, Staffel 1–5) ist das jüngste Kind und hat einen Freund namens Franklin, der ihr versucht alles beizubringen, was er selbst beherrscht. Ihre Naivität führt nicht selten zu Handlungsweisen, die entgegen aller Erwartung stehen. Im Deutschen übernimmt Shadi Saee ihre Stimme.

Nebenfiguren
- Dr. Franklin Aloysius Mumford (Noah Gray-Cabey, Staffeln 3–5) ist ein Wunderkind, welches bereits im Alter von sechs Jahren in diversen Fächern an der Harvard University graduiert wurde. Dort lehrt er seit seinem siebten Lebensjahr als Professor und hält auch an anderen hochrangigen Universitäten Vorlesungen. Zudem ist er ein Virtuose am Klavier und insgesamt sehr von sich selbst überzeugt. Wenngleich er viel Bewunderung erfährt, werden seine gut gemeinten Ratschläge regelmäßig ignoriert. Seine Kady betreffenden, fortwährenden Liebesbekundungen weisen auch auf eine emotionale Frühreife hin. Franklin hat eine jüngere Schwester namens Aretha (in Anlehnung an Aretha Franklin) (Jamia Simone Nash), die gerne singt.
- Vanessa Scott (Meagan Good, 3. Staffel/Brooklyn Sudano, Staffeln 4–5) taucht in der dritten Staffel mit ihren etwas seltsamen Eltern auf. Junior verliebt sich in das hübsche Mädchen, hat mit ihr Geschlechtsverkehr und wird von seinem Vater aus dem Haus geworfen. Zum Schluss der Serie bekommt Vanessa ein Kind von Junior und die beiden heiraten.
- Calvin Scott (Lester Speight, Staffeln 3–5) ist der gewaltbereite, muskulöse Vater von Vanessa. Er zieht den direkten, körperlichen Konflikt stets dem Überlegen vor, auch wenn er einen weichen Kern hat. Er wirkt etwas zurückgeblieben und naiv.
- Tony Jeffers (Andrew McFarlane, Staffeln 1–5) ist der Freund von Claire. Ihn zeichnet sein Glauben ebenso wie seine gefühlsmäßige Instabilität aus. McFarlane spielte in der ersten Staffel noch einen Schwarm von Claire namens Roger.
- Bobby Shaw (Katt Williams, Staffel 5) ist ein ehemaliger Klassenkamerad und Gegenspieler von Michael und Jays erster Liebhaber. Zum Ende der Serie kauft er durch einen Geldgewinn Michael seine Firma ab.

## Besetzung
Die deutsche Synchronfassung entstand bei der Synchronfirma Telesynchron in Berlin.
| Rolle                         | Schauspieler            | Hauptrolle (Episoden) | Nebenrolle (Episoden) | Synchronsprecher         |  |
| ----------------------------- | ----------------------- | --------------------- | --- | ------------------------ |  |
| Michael Richard Kyle          | Damon Wayans            | 1.01–5.26             | | Oliver Mink              |  |
| Janet „Jay“ Marie Kyle        | Tisha Campbell-Martin   | 1.01–5.26             | | Claudia Urbschat-Mingues |  |
| Michael Kyle Junior           | George O. Gore II       | 1.01–5.26             | | Michael Verona           |  |
| Claire Kyle                   | Jazz Raycole            | 1.01–1.11, 2.19       | | Yvonne Greitzke          |  |
| Claire Kyle                   | Jennifer Nicole Freeman | 2.01–2.18 2.20–5.26   | | Yvonne Greitzke          |  |
| Kady Kyle                     | Parker McKenna Posey    | 1.01–5.26             | | Shadi Saee               |  |
| Tony Jeffers                  | Andrew McFarlane        |                       | 1.09, 2.11, 2.18, 2.20, 3.06, 3.14, 3.20, 3.24, 4.01, 4.09, 4.10, 4.12, 4.14, 4.17, 4.24, 4.28, 5.01, 5.02, 5.06, 5.10, 5.12, 5.14. 5.16–5.18, 5.20, 5.22, 5.26 | Konrad Bösherz           |  |
| Dr. Franklin Aloysius Mumford | Noah Gray-Cabey         |                       | 3.11, 3.17–3.24, 3.26, 3.27, 4.01, 4.02, 4.04–4.06, 4.08–4.11, 4.13, 4.15–4.19, 4.23, 4.25–4.30, 5.01–5.18, 5.20, 5.22, 5.23, 5.25, 2.26                        | Adrian Kilian            |  |
| Vanessa Scott                 | Meagan Good             |                       | 3.17, 3.18, 3.20, 3.26, 3.27 | Julia Kaufmann           |  |
| Vanessa Scott                 | Brooklyn Sudano         |                       | 4.01, 4.05, 4.08, 4.12, 4.14, 4.16, 4.28–4.30, 5.01, 5.03, 5.05–5.08, 5.10, 5.12, 5.14, 5.16–5.18, 5.20–5.23, 5.25, 5.26                                        | Julia Kaufmann           |  |
| Calvin Scott                  | Lester Speight          |                       | 4.05, 4.08, 4.14–4.15, 4.22–4.23, 4.28 5.03, 5.04, 5.06, 5.08, 5.10, 5.12                                                                                       | Tilo Schmitz             |  |
| Bobby Shaw                    | Katt Williams           |                       | 5.04, 5.09, 5.24 | Santiago Ziesmer         |  |

Anmerkung
1. ↑  Diese Episode wurde zusammen mit der ersten Staffel produziert, aber erst in der zweiten Staffel ausgestrahlt.

## Hintergrund
- Claire Kyle wurde in der ersten Staffel und in Folge 20 der zweiten Staffel von Jazz Raycole gespielt und in den restlichen Folgen von Jennifer Nicole Freeman. In der ersten Folge der zweiten Staffel erwähnt Michael, dass Claire wie ein ganz anderer Mensch aussieht. Claire erwidert, sie habe sich nur die Haare nach hinten gestylt. Michael bleibt jedoch bei seinem Kommentar.
- Vanessa Scott wurde 2003 von Meagan Good gespielt und von 2003 bis 2005 von Brooklyn Sudano, sogar in einer übergreifenden Folge, ersetzt.
- Zum Abschluss der vierten Staffel wurde am 12. März 2004 das Special My Wife and Kids: Access All Areas ausgestrahlt, dieses wurde allerdings bisher noch nicht für das deutsche Fernsehen synchronisiert.

## Running Gags
Auch in dieser Comedyserie gibt es, wie in vielen anderen auch, Running Gags. Die meisten behandeln Juniors simples Gemüt und seinen großen Kopf. So muss er „Dummibücher“ führen und bekommt, vorwiegend von seinem Vater Klapse auf den Hinterkopf. Häufig finden sich Sprüche, wie Michaels „Äähh… nein.“ oder Jays „Wiiirklich?“. Weitere Gags sind:
- Claire ist überaus tollpatschig, stolpert laufend über Gegenstände oder die Treppe
- Tonys weibliches Benehmen, sowie sein religiöser Fanatismus
- Franklin wird von Michael oft Frankenberry genannt
- Jays dauerndes Anhimmeln Denzel Washingtons und Michaels häufiges Anhimmeln Halle Berrys
  - Darsteller Damon Wayans und Halle Berry spielten bereits 1991 in Last Boy Scout – Das Ziel ist Überleben ein Paar.
- Häufige Anspielungen auf Michaels Haarlosigkeit
- Michael spielt oft Bill Cosby nach, aber fast niemand in seinem Umfeld findet dies lustig
- Kadys stetiges Auftauchen bei Küssen zwischen Michael und Jay
- Michaels ständige Versuche andere zu bestechen, was jedoch nie funktioniert

## Auszeichnungen & Nominierungen
NAACP Image Awards
- 2002: Nominiert Beste Serie – Comedy
- 2002: Nominiert Bester Serien-Hauptdarsteller – Comedy für Damon Wayans
- 2002: Nominiert Beste Serien-Hauptdarstellerin – Comedy für Tisha Campbell-Martin
- 2003: Nominiert Beste Serie – Comedy
- 2003: Nominiert Bester Serien-Hauptdarsteller – Comedy für Damon Wayans
- 2003: Sieger Beste Serien-Hauptdarstellerin – Comedy für Tisha Campbell-Martin
- 2004: Nominiert Beste Serie – Comedy
- 2004: Nominiert Bester Serien-Hauptdarsteller – Comedy für Damon Wayans
- 2004: Nominiert Beste Serien-Hauptdarstellerin – Comedy für Tisha Campbell-Martin
- 2004: Nominiert Bester Serien-Nebendarsteller – Comedy für George Gore II
- 2005: Nominiert Beste Serie – Comedy
- 2005: Nominiert Bester Serien-Hauptdarsteller – Comedy für Damon Wayans
- 2005: Nominiert Beste Serien-Hauptdarstellerin – Comedy für Tisha Campbell-Martin
- 2006: Nominiert Beste Serien-Regie – Comedy für Matti Caruthes
- 2006: Nominiert Beste Serien-Regie – Comedy für James Wilcox

Young Artist Awards
- 2002: Nominiert Beste Darstellung in einer Fernsehserie – Schauspieler bis 10 Jahre oder jünger für Parker McKenna Posey
- 2003: Nominiert Bestes Ensemble für George Gore II, Parker McKenna Posey und Jennifer Nicole Freeman
- 2003: Nominiert Beste TV-Familienserie
- 2003: Nominiert Beste Darstellung in einer Fernsehserie – Gastdarstellerin für Marina Malota
- 2003: Nominiert Beste Darstellung in einer Fernsehserie – Gastdarstellerin – Schauspieler bis 10 Jahre oder jünger für Liliana Mumy
- 2003: Sieger Beste Darstellung in einer Fernsehserie – Gastdarstellerin – Schauspieler bis 10 Jahre oder jünger für Jessica Sara
- 2004: Nominiert Beste Darstellung in einer Fernsehserie – Schauspieler bis 10 Jahre oder jünger für Noah Gray-Cabey
- 2005: Nominiert Beste Darstellung in einer Fernsehserie – Schauspieler bis 10 Jahre oder jünger für Noah Gray-Cabey
- 2006: Nominiert Beste Darstellung in einer Fernsehserie – Nebendarsteller für Jazz Raycole
- 2006: Sieger Beste Darstellung in einer Fernsehserie – Schauspieler bis 10 Jahre oder jünger für Noah Gray-Cabey

BET Awards
- 2004: Nominiert Bester Nebendarsteller in einer Comedyserie für George Gore II
- 2004: Nominiert Beste Comedyserie
- 2004: Nominiert Beste Regie für eine Comedyserie
- 2004: Nominiert Bestes Drehbuch für eine Comedyserie
- 2004: Sieger Bester Hauptdarsteller in einer Comedyserie für Damon Wayans
- 2004: Sieger Beste Hauptdarstellerin in einer Comedyserie für Tisha Campbell-Martin
- 2005: Nominiert Beste Comedyserie
- 2005: Nominiert Bester Hauptdarsteller in einer Comedyserie für Damon Wayans
- 2005: Nominiert Beste Hauptdarstellerin in einer Comedyserie für Tisha Campbell-Martin
- 2005: Nominiert Beste Regie für eine Comedyserie u. a. für George Gore II und Tisha Campbell-Martin
- 2005: Nominiert Bestes Drehbuch für eine Comedyserie

Satellite Awards
- 2003: Nominiert: Bester Darsteller in einer Serie (Komödie/Musical) für Damon Wayans
- 2005: Nominiert: Bester Darsteller in einer Serie (Komödie/Musical) für Damon Wayans

Teen Choice Awards
- 2001: Beste TV-Comedyserie
- 2004: Beste Schauspielerin – Comedy für Jennifer Freeman

People’s Choice Awards
- 2002: Sieger Lieblingscomedyserie
- 2002: Sieger Lieblingsschauspieler in einer neuen Comedyserie für Damon Wayans

ASCAP Film and Television Music Awards
- 2003: Sieger Top TV-Serie für Derryck Thornton

Logie Award
- 2004: Nominiert Most Popular Overseas Comedy

Prism Awards
- 2002: Sieger Beste Comedyserienspisode (Staffel 1, Episode 3 – Kein Spaß mit Gras)

Family Television Awards
- 2002: Sieger Family Television Award – Comedy